# Johann Lüders (Jurist)
Johann Lüders (auch Luderus, * 21. April 1592 in Pattensen; † 27. Dezember 1633 in Helmstedt) war ein deutscher Jurist und Hochschullehrer an der Universität Helmstedt.

## Leben und Wirken
Johann Lüders, der Sohn des Superintendenten Albert Lüders, studierte zunächst ab 1609 in Wittenberg und wechselte 1611 nach Helmstedt. Nach seinem Magisterabschluss im Jahr 1612 begann er in Hildesheim ein Studium der Rechtswissenschaften, das er ab 1614 in Marburg und ab 1615 in Leipzig fortsetzte. Zu seinen akademischen Lehrern gehörten Johannes Caselius, Cornelius Martini und Sebastian Trescovius.
Im Jahr 1616 nahm er zunächst eine Tätigkeit als Schulrektor in Hildesheim auf. 1618 erhielt er als Nachfolger von Gruphenius einen Ruf auf einen Lehrstuhl für Ethik und Politik an der Universität Helmstedt. Elf Jahre später erhielt er zunächst eine außerordentliche Rechtsprofessur an der Helmstedter Juristenfakultät. 1632 wurde er dann auf eine ordentliche Rechtsprofessur berufen, die er bis zu seinem frühen Tod mit 41 Jahren im Jahr 1633 innehatte.
Neben verschiedenen wissenschaftlichen Schriften verfasste Lüders auch Gedichte.

## Schriften
- Positionum duarum. Quod Theologiae duae constitui partes possint, Theoretica, et Practica. Quod rectè dicatur Deum ex Essentia esse unum, ex personali Subsistentia trinum explicatio. Et contra Importunas quorundam Admonitiones necessaria defensio. Stadthagen 1618. (Digitalisat)
- De maiestate, eiusque iuribus. Lucius, Helmstedt 1621. (Digitalisat)
- Disputationum politicarum tertia de societate mariti et vxoris. Helmstedt 1628.
- Programma, Prorectoris Et Senatus Academiae Iuliae Studiosae Iuventuti. 1631.